# NGC 7787
NGC 7787 é uma galáxia espiral (S0-a) localizada na direcção da constelação de Pisces. Possui uma declinação de +00° 32' 59" e uma ascensão recta de 23 horas, 56 minutos e 07,8 segundos.
A galáxia NGC 7787 foi descoberta em 23 de Outubro de 1864 por Albert Marth.